# クラスター化合物
クラスター化合物（英語: cluster compound）とは、複数の原子または分子が様々な原因によって結合して形成された集合体(cluster)を分子内に内包する化合物の総称。クラスタ化合物とも。

## 概要
ファンデルワールス結合や金属結合によって作られる。

## 種類

### 構成元素による分類
- 金属クラスター
- 無機化合物クラスター(例:ハロゲン化アルカリ)
- イオンクラスター

### 構造による分類
- 積層型クラスター
- 包接型クラスター

## 用途
金属－金属結合を持つクラスター化合物は、不均一系触媒（金属、金属酸化物等）のモデル化合物として、また、新たな均一系触媒として注目を集めている。金属ー金属結合を持つクラスター化合物としては、金属カルボニルクラスターが典型例になる。